# Жіноче погруддя (Лаурана)
«Жіно́че погру́ддя» або «Ідеальний портрет Лаури» (?)  (нім. Weibliche Büste, Idealporträt der Laura (?)) — скульптурний портрет роботи італійського скульптора Франческо Лаурани (1430—1502). Створений близько 1490 року. Зберігається у Кунсткамері у Музеї історії мистецтв, Відень.
Художник-передвижник Франческо Лаурана, родом із Далмації, поширював ідеали Ренесансу під час своїх подорожей по Південній Італії та Південній Франції. В центрі його художньої творчості знаходиться група жіночих погрудь, про які майже нічого невідомо. Оскільки роботи настільки схожі одна на одну у загадкому виразі обличчя і втілюють стилізацію ідеалу краси, їх важко зв'язати із реальними історичними особами. Погруддя нині зберігаються в різних музеях світу.
Екземляр, який зберігається у Відні, зберігся найкраще за інші, оскільки на ньому в основному збереглось первісне забарвлення із виліпленими з воску ніжними червоними бутонами у золотій сітці для волосся. На чолі у жінки раніше знаходився справжній дорогоцінний камінь.
Існують припущення, що це жіноче погруддя є портретом  Ізабелли Арагонської, або ймовірно її матері Іпполіти Марії Сфорца.